# Unterbrüden
Unterbrüden ist ein Kirchdorf mit etwa 1900 Einwohnern und seit 1971 ein Ortsteil der Gemeinde Auenwald im baden-württembergischen Rems-Murr-Kreis. Der Ort gehört zur Region Stuttgart (bis 1992 Region Mittlerer Neckar) und liegt im Naturpark Schwäbisch-Fränkischer Wald.

## Geographie
Zur Altgemeinde Unterbrüden gehörte lediglich das Dorf Unterbrüden. Nach dem Zweiten Weltkrieg entstanden um Unterbrüden mehrere Aussiedlerhöfe.
Umliegende Ortschaften sind Mittelbrüden im Norden, Rottmannsberg im Nordosten, Ebersberg und Lippoldsweiler im Osten, Hohnweiler und Bruch im Südosten, Oberweissach im Süden sowie Unterweissach und die Dresselhöfe im Westen beziehungsweise Nordwesten.
Bei Unterbrüden befand sich der 1426 erwähnte Kymenhof.

## Geschichte

### Mittelalter
Indirekt wurde Unterbrüden erstmals in einer in Ulm ausgestellten Urkunde am 16. Juli 1027 erwähnt. Mit dieser Urkunde schenkte der römisch-deutsche Kaiser Konrad II. dem Bischof Meginhard I. und seinem Bistum Würzburg den Reichswald um Murrhardt innerhalb bestimmter Grenzen. In diesem Zusammenhang wird auch ein montem Eicheneberch sowie ein Heroltosbach genannt. Hierbei handelt es sich mit großer Wahrscheinlichkeit um den Eichelberg, der nordöstlich von Unterbrüden liegt und den Holzbach, der am Eichelberg entspringt und durch den Ort fließt.
Erstmals erwähnt wird ein Ort mit dem Namen Brüden in einer Urkunde von Papst Innozenz IV. aus dem Jahre 1245. Mit dieser Urkunde bestätigte der Papst den Augustiner-Chorherren vom Stift Backnang Besitztümer und Privilegien in verschiedenen Orten. Allerdings ist unklar, auf welches der drei Brüden-Orte sich die Urkunde bezieht. Wahrscheinlich ist, dass mit dem Ort das heutige Oberbrüden gemeint war. Unterbrüden entstand wohl erst einige Zeit später. Auf einer Karte von Georg Gadner von 1593 findet sich erstmals ein Under Brida.

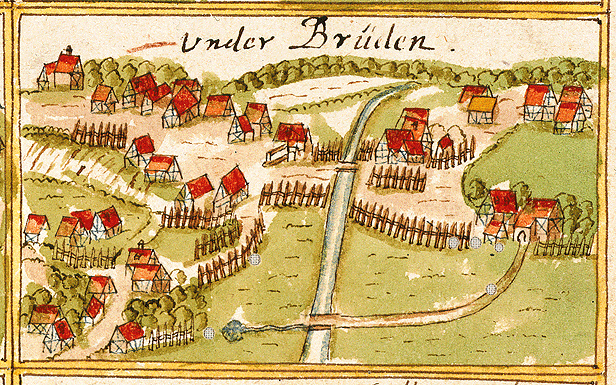
Unterbrüden Ende des 17. Jahrhunderts

### Neuzeit

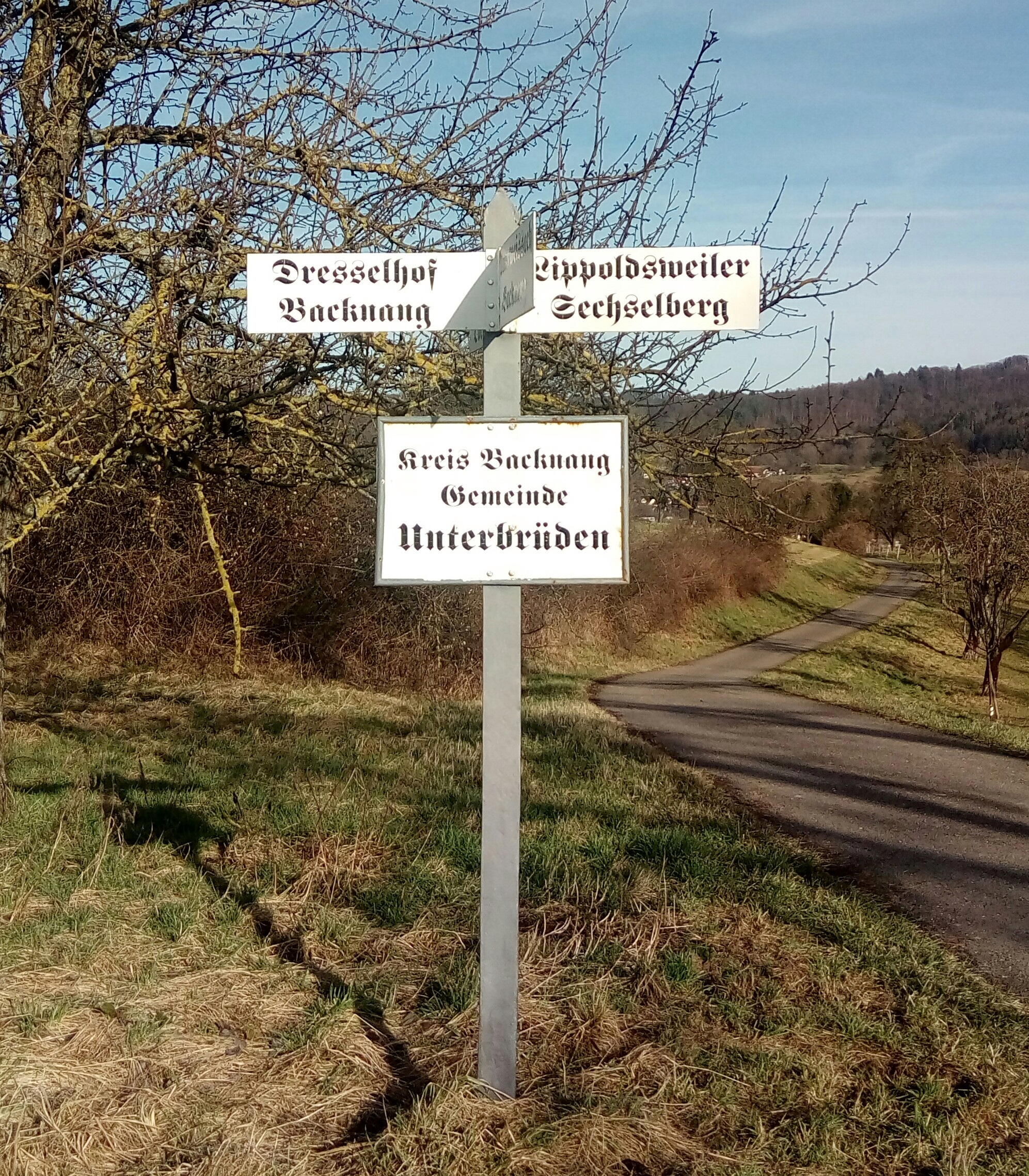
Historischer Wegweiser in Unterbrüden

Im Dreißigjährigen Krieg hatte auch Unterbrüden unter Einquartierungen, Plünderungen und Seuchen zu leiden. Viele Einwohner wurden überfallen und oft getötet. Am 23. Oktober 1634 wurde Stoffel Klein im Waldgewann Eichelberg von Soldaten erschlagen. Am 16. November 1634 wurde der Knecht Hans Schaal von der Seemühle von einem Soldaten in mörderischer Weise erstochen, als er ihnen den Weg nach Unterbrüden zeigen wollte. Unterbrüden zählte im Jahre 1626 184 Einwohner. 1641 wurden nur noch 28 Personen gezählt. Viele Einwohner waren der Pest zum Opfer gefallen oder auf den Schlachtfeldern gestorben. 1654 hatte sich die Bevölkerung wieder erholt und man zählte nun 71 Einwohner. Es sollte jedoch noch lange dauern, bis das Vorkriegs-Niveau wieder erreicht werden konnte. Erst gegen Ende des 17. Jahrhunderts hatte Unterbrüden wieder etwa 100 Einwohner.
Ende des 17. Jahrhunderts erschien Unterbrüden als Under Brüden in den Forstlagerkarten von Andreas Kieser.

### Erster Weltkrieg
Im Ersten Weltkrieg sind aus Unterbrüden 25 Soldaten gefallen. An die Toten erinnert ein Kriegerdenkmal mit Eisernem Kreuz, Stahlhelm und gekreuzten Bajonetten.

### Weimarer Republik
In der Zeit der Weimarer Republik entwickelte sich Unterbrüden aufgrund hoher Arbeitslosigkeit und Armut zu einer Hochburg der linksextremen KPD. Bereits 1926 erhielten die Kommunisten in Unterbrüden 26,1 % der abgegebenen Stimmen, während die gemäßigt linke SPD kaum Bedeutung hatte. Noch bei der Reichstagswahl von 1932 bekamen die Kommunisten 42 %. Nur ein Jahr später waren viele Wähler der KPD zur NSDAP abgewandert, die nun 48,3 % erhielt. Allerdings kam die KPD bei der letzten freien Wahl vor der Machtergreifung 1933 noch auf 25,3 %.

### Zweiter Weltkrieg
Im Zweiten Weltkrieg waren in Unterbrüden ausgebombte Zivilisten aus Pforzheim und Zweibrücken in Notunterkünften einquartiert. Außerdem wurden zwei Mädchenklassen aus Stuttgart-Feuerbach in Unterbrüden untergebracht und gingen im Ort zur Schule.
Am 20. April 1945 um 13:00 Uhr marschierten Soldaten des 397. Regiments der 100. Infanteriedivision der US-Armee kampflos in Unterbrüden ein. Versprengte deutsche Soldaten schossen noch auf die anrückenden Amerikaner, zogen sich dann jedoch in Richtung Allmersbach im Tal zurück. Eine geplante Sprengung der Brücke über den Brüdenbach konnte Bürgermeister Zucker verhindern.

### Nachkriegszeit
Durch die Ansiedlung von Heimatvertriebenen aus den deutschen Ostgebieten und des ehemaligen Österreich-Ungarn wuchs Unterbrüden nach dem Zweiten Weltkrieg stark an. Das Neubaugebiet Grundweg entstand zwischen 1960 und 1968. Die Holzbachäcker wurden ebenfalls aufgesiedelt, die Baugebiete Holzbachäcker I, II und III entstanden bis 1966. Am Ende der 1960er Jahre folgte das Gebiet Holzbachäcker IV. 1971 wurde Unterbrüden ein Ortsteil der Gemeinde Auenwald. Im Vorfeld gab es auch Stimmen, die einen Zusammenschluss mit Unterweissach befürworteten.
Nach der Gebietsreform entstand das Neubaugebiet Holzbachäcker V mit 50 Wohneinheiten, das 1975 fertiggestellt wurde. Es wurde in der Folgezeit um die Wohnquartiere Holzbachäcker VI und VII vergrößert. In den 1990er Jahren entstand mit dem Quartier Stockrain das vorerst letzte größere Neubaugebiet.

### Einwohnerentwicklung
- 1626: 184[11]
- 1641: 028[11]
- 1654: 071[11]
- 1684: 099[12]
- 1692: 138[12]
- 1810: 414[13]
- 1828: 462
- 1870: 450[14]
- 1896: 437[15]
- 1939: 446[14]
- 1950: 620[14]
- 1961: 780[14]
- 1971: 1006[14]
- 1981: 1289[14]
- 1986: 1296[14]
- 1989: 1326[14]
- 1991: 1338[14]
- 1995: 1551[14]
- 2008: 1900[16]

## Politik

### Schultheißen und Bürgermeister
Die Schultheißen waren zumeist wohlhabende Landwirte, die man umgangssprachlich auch Bauraschultes (Bauernschultes) nannte. Erst 1930 wurde in Württemberg die Amtsbezeichnung Schultheiß für den Ortsvorsteher durch Bürgermeister ersetzt.
- 1810: Johannes Maier[13]
- 1832: Johannes Zucker[17]
- 1832–1839: Michael Müller (Landwirt)[17]
- 1840–1860: Johannes Beck[17]
- 1861–1886: Gottlieb Beck (Landwirt)[17]
- 1886–1904; Karl Staiger (Landwirt)[17]
- 1904–1931: Karl Wolf (Landwirt)[17]
- 1931–1945: Gottlob Zucker[17]
- 1945–1946: Gottlieb Layer[17]
- 1946–1948: Friedrich Kugler[17]
- 1948–1953: Gottlob Zucker[17]
- 1953–1971: Karl Auktor (in Personalunion Bürgermeister von Oberbrüden)[17]
- 1971: Walter Schmitt (zugleich Bürgermeister von Lippoldsweiler und Ebersberg)[17]

### Wappen und Flagge

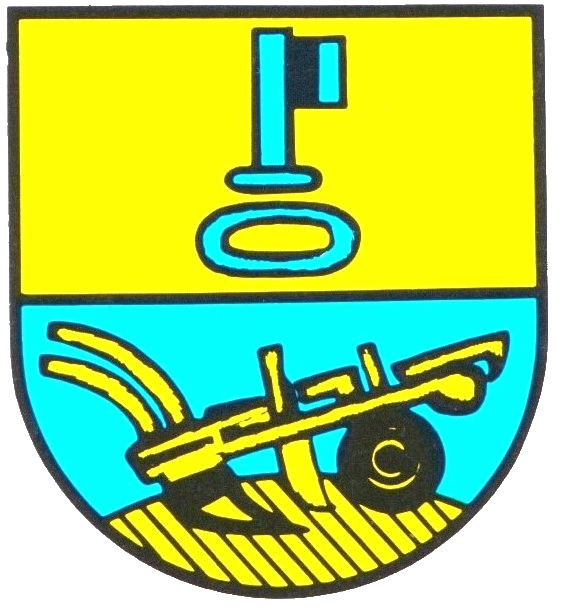

Blasonierung: In gespaltenem Schild oben in Gelb ein blauer Schlüssel, darunter in Blau ein gelber Pflug.
Wappenbegründung: Der Pflug symbolisiert die einstmals große Bedeutung der Landwirtschaft in der Gemeinde.
Die Gemeindefarben waren Blau-Gelb.
Mit der Gemeindereform in Baden-Württemberg von 1971 ist das Wappen von Unterbrüden erloschen. Es wird heute nur noch von örtlichen Vereinen und zur Traditionspflege benutzt.

## Kirchen

### Evangelische Kreuzkirche
Die dem Hl. Kreuz geweihte Kreuzkirche ist die jüngste der evangelischen Kirchen Auenwalds. Sie befindet sich an der Ecke Brückenweg/Auenstraße und wurde 1970 gebaut.

### Neuapostolische Kirche
Die Neuapostolische Kirche von Unterbrüden ist ein repräsentativer Kirchenbau in der Lippoldsweiler Straße. Sie verfügt über einen Turm, der von einem goldenen Kreuz bekrönt ist.

## Bildungseinrichtungen
In Unterbrüden befindet sich eine Grundschule. Eine weiterführende Schule kann mit dem Bildungszentrum Weissacher Tal besucht werden.

## Sehenswürdigkeiten
- Historischer Wegweiser am Hohlweg Hochgasse[19]
- Bauernhaus mit Gewölbekeller (erbaut 1840), Hügelstraße 10 (ehemals Haus Dais)[19]

## Bilder aus Unterbrüden

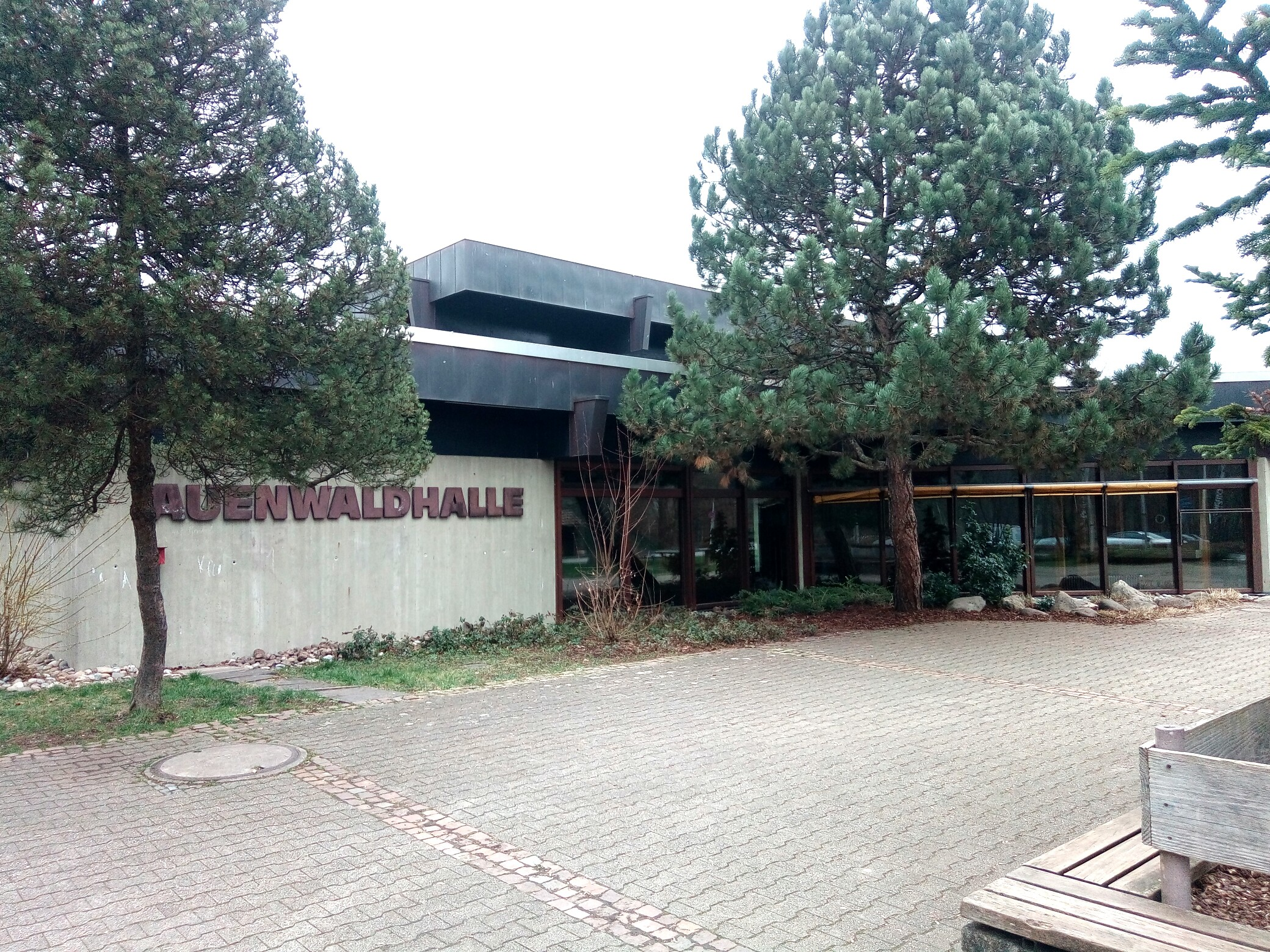
Auenwaldhalle
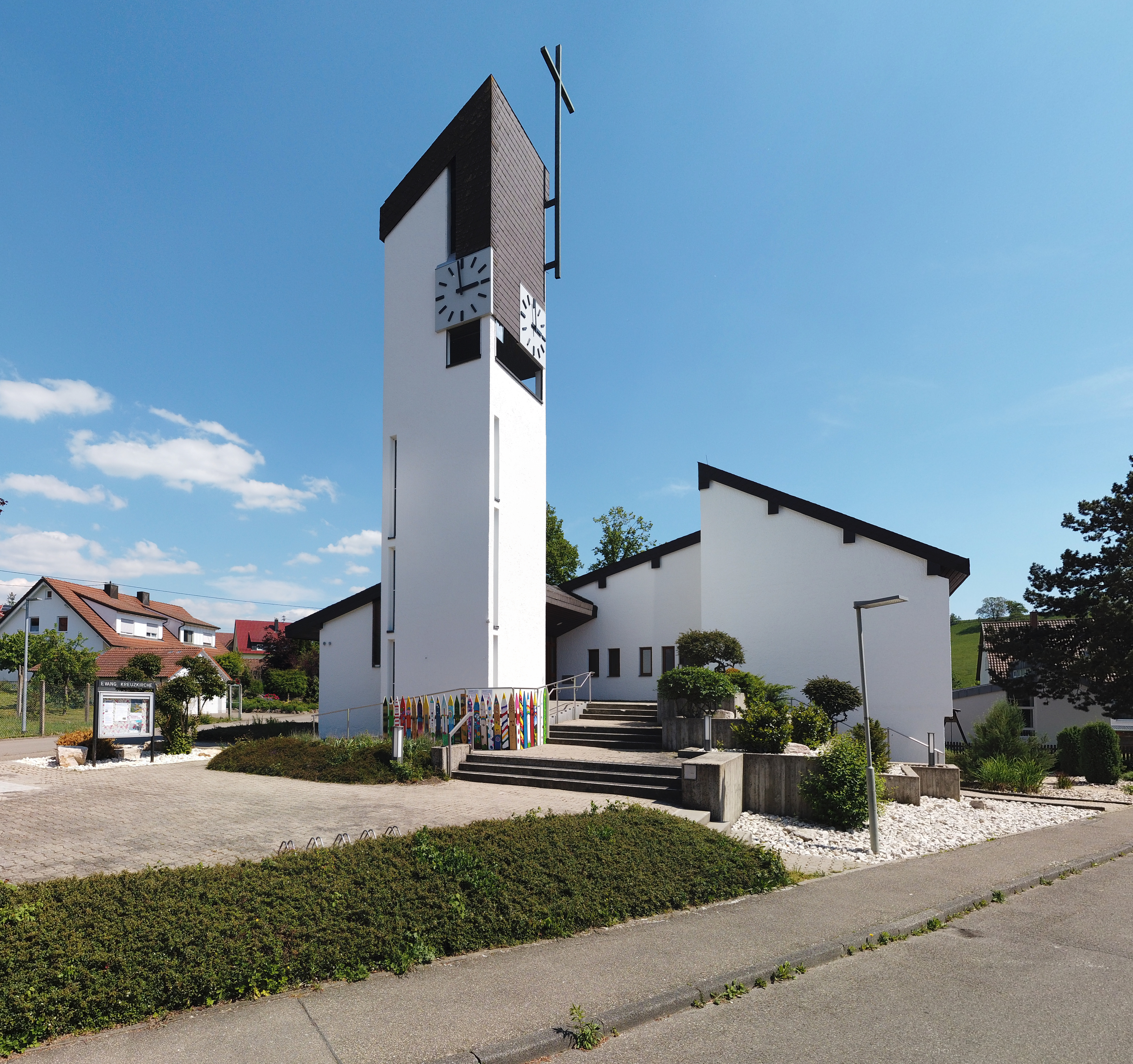
Evangelische Kreuzkirche (erbaut 1970)
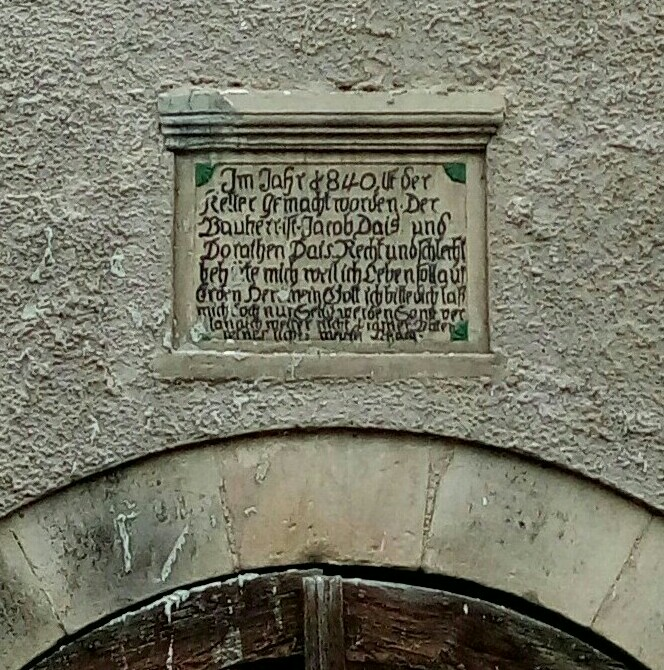
Haus Dais mit historischer Inschrift

## Vereinsleben
- Kleintierzuchtverein Weissacher Tal mit Zuchtanlage (Unterbrüden, Grasmulde 1).

## Sonstiges
Nach den Brüden-Orten ist die regionale Apfelsorte Brüdener Parmäne benannt.

## Persönlichkeiten

### In Unterbrüden geboren
- Karl Stolz (1913–2001), Landrat, Präsident des Württembergischen Sparkassen- und Giroverbandes
- Karl Kühnle (1923–2003), 143. Apostel der Neuapostolischen Kirche, Präsident der NAK in Württemberg und Bayern.